# Agnar
Agnar – starszy syn króla Hraudunga, brat Geirröda, wraz z którym jako dziesięcioletnie dziecko przeżył rozbicie się łodzi podczas połowu. Na zimę chłopców przygarnęło samotne małżeństwo, w rzeczywistości Odyn i Frigg. Agnara wychowywała gospodyni, Geirröda zaś pan domu. Wiosną opiekunowie odesłali braci do domu, lecz przy ojczystym brzegu Geirröd, pouczony przez Odyna, z przekleństwem odepchnął na pełne morze łódź, w której znajdował się jego brat, skazując go tym samym na pewną śmierć. Nic nie wiadomo o dokładniejszych okolicznościach śmierci Agnara, lecz chłopiec z pewnością zginął. Po pewnym czasie Odyn widział go "jak siedzi w piekle i płodzi dzieci z jakąś olbrzymką".
A także jedyny syn Geirröda noszący imię zaginionego na morzu stryja (może jego drugie wcielenie). Jako dziesięcioletni chłopiec był świadkiem tortur, na które ojciec skazał swego gościa Grimnira ("Zakapturzonego", tj. Odyna, który jak zwykle ukrywał się pod przybraną postacią). Dziecko tknięte współczuciem pokrzepiło nieszczęśnika rogiem pełnym jakiegoś napoju (prawd. miodu). Wówczas Odyn wyśpiewał chłopcu błogosławieństwo i przepowiedział mu panowanie, następnie opisał świat bogów i wyliczył swoje imiona, a w końcu rzucił na Geirröda klątwę śmierci, która natychmiast się spełniła. Agnar przejął po ojcu władzę i rządził wiele lat, choć o jego rządach nic nie wiadomo.
Również bliżej nieznany młody i samotny król (lub książę). W kraju Gotów przyszło mu zmierzyć się w walce z wielkim wojownikiem Hjalmgunnarem, któremu Odyn przyrzekł zwycięstwo. Nad Agnarem ulitowała się jednak walkiria Sigrdrifa (albo Brynhild) i zabiła Hjamgunnara, lecz za samowolę została surowo ukarane przez Odyna.